# Gouverneur général
Un gouverneur général est aujourd'hui le représentant d'un monarque dans un royaume indépendant. Par le passé, dans les anciennes colonies et territoires étrangers sous administrations civiles ou militaires, il s'agissait du représentant de l'État exerçant la souveraineté sur ce territoire. C’est l’équivalent du titre de vice-roi.

## Aujourd'hui
Titres portés actuellement :

### Royaumes du Commonwealth
- Gouverneur général d'Antigua-et-Barbuda, depuis le 1er janvier 1981.
- Gouverneur général d'Australie, depuis le 1er janvier 1901.
- Gouverneur général des Bahamas, depuis le 10 juillet 1973.
- Gouverneur général du Belize, depuis le 21 septembre 1981.
- Gouverneur général du Canada, depuis le 1er juillet 1867.
- Gouverneur général de la Grenade, depuis le 7 février 1974.
- Gouverneur général de la Jamaïque, depuis le 6 août 1962.
- Gouverneur général de Nouvelle-Zélande, depuis le 28 juin 1917.
- Gouverneur général de Papouasie-Nouvelle-Guinée, depuis le 16 septembre 1975.
- Gouverneur général de Saint-Christophe-et-Niévès, depuis le 19 septembre 1983.
- Gouverneur général de Sainte-Lucie, depuis le 22 février 1979.
- Gouverneur général de Saint-Vincent-et-les-Grenadines, depuis le 27 octobre 1979.
- Gouverneur général des Îles Salomon, depuis le 7 juillet 1978.
- Gouverneur général des Tuvalu, depuis le 1er octobre 1978.

## Dans le passé

### Ancienne administration desAlliés
- Gouverneur général de Thrace occidentale, du 22 octobre 1919 au 23 mai 1920.

### Anciennes possessions d'Arabie saoudite
- Gouverneur général de Buraydah, de 1776 à 1819 et de 1827 à 1913.
- Gouverneur général de Djaladjil, de 1779 à 1831.
- Gouverneur général d'Unaizah, de 1849 à 1904.

### Anciennes administrations de l'empire d'Autricheet de l'Autriche-Hongrie
- Gouverneur général de Galicie, d'août 1826 au 1er novembre 1918.
- Gouverneur général de Pologne, de septembre 1915 à novembre 1918.

### Anciennes possessions de laBavière
- Gouverneur général de Salzbourg, du 30 septembre 1810 au 1er mai 1816.
- Gouverneur général du Tyrol, du 24 octobre 1810 au 9 octobre 1811.

### Anciennes possessions de laBelgique
- Gouverneur général de l'État indépendant du Congo, du 17 avril 1887 au 15 novembre 1908. L'État indépendant du Congo est un royaume privé du roi Léopold II ; l'union entre la Belgique et l'État indépendant du Congo est ainsi exclusivement personnelle, jusqu'à l'annexion du Congo par la Belgique en tant que colonie en 1908.
- Gouverneur général du Congo belge, du 15 novembre 1908 au 30 juin 1960.

### Anciennes administrations de laChine impériale
En Chine, principalement sous la dynastie Qing, le titre de gouverneur général, également traduit en vice-roi, a servi à administrer différentes grandes divisions. Il eut également lieu pendant une partie de la dynastie Ming et sur quelques années de la République de Chine (1912-1949).
- Gouverneur général du Huguang, de 1645 à 1904. Le Huguang est une ancienne entité comprenant les actuelles provinces de Hunan et Hubei.
- Gouverneur général du Liangguang (zh) de 1465 à 1917. Le Liangguang comprend les actuelles provinces du Guangdong et la région autonome zhuang du Guangxi.

### Anciennes possessions de laChine
- Gouverneur général de Liangguang, de 1689 à 1911.
- Gouverneur général de Lianjiang, d'avant 1698 à 1912.
- Gouverneur général de Shenzhuan, de 1672 à 1749.
- Gouverneur général de Shengan, de 1749 à 1911.
- Gouverneur général de Taïwan, du 25 octobre 1945 au 16 mai 1947.
- Gouverneur général du Xinjiang, de 1884 à avril 1912.
- Gouverneur général de Yungui, d'avant 1698 à 1729, de 1731 à 1911.
- Gouverneur général de Yunguang, de 1729 à 1731.
- Gouverneur général de Zhili, Henan et Shandong, de 1670 à 1912.

### Anciens royaumes du Commonwealth
- Gouverneur général d'Afrique du Sud, du 31 mai 1910 au 31 mai 1961.
- Gouverneur général de la Barbade, du 30 novembre 1966 au 30 novembre 2021.
- Gouverneur général de Ceylan, du 4 février 1948 au 22 mai 1972.
- Gouverneur général des Fidji, du 10 octobre 1970 au 10 octobre 1987.
- Gouverneur général de la Gambie, du 18 février 1965 au 24 avril 1970.
- Gouverneur général du Ghana, du 6 mars 1957 au 1er juillet 1960.
- Gouverneur général du Guyana, du 26 mai 1966 au 23 février 1970.
- Gouverneur général de l'Inde, du 15 août 1947 au 26 janvier 1950.
- Gouverneur général de l'État libre d'Irlande, du 6 décembre 1922 au 11 décembre 1936.
- Gouverneur général du Kenya, du 12 décembre 1963 au 12 décembre 1964.
- Gouverneur général du Malawi, du 6 juillet 1964 au 6 juillet 1966.
- Gouverneur général de Malte, du 21 septembre 1964 au 13 décembre 1974.
- Gouverneur général de Maurice, du 12 mars 1968 au 12 mars 1992.
- Gouverneur général du Nigeria, du 1er octobre 1960 au 1er octobre 1963.
- Gouverneur général de l'Ouganda, du 9 octobre 1962 au 9 octobre 1963.
- Gouverneur général du Pakistan, du 15 août 1947 au 23 mars 1956.
- Gouverneur général de la Sierra Leone, du 27 avril 1961 au 21 avril 1971.
- Gouverneur général du Tanganyika, du 9 décembre 1961 au 9 décembre 1962.
- Gouverneur général de Trinité-et-Tobago, du 31 août 1962 au 1er août 1976.

### Anciennes colonies de l'Espagne
- Gouverneur général des Philippines, de 1565 à 1898.

### Anciennes possessions et administrations de laFrance

#### Premier empire colonial
- Gouverneur général de Saint-Domingue (Haïti), de 1714 au 31 décembre 1813. Ce titre fut également porté entre le 1er janvier et le 22 septembre 1804 par Jean-Jacques Dessalines avant qu'il ne devienne empereur d'Haïti.
- Gouverneur général des Isles Mascareignes, du 4 juin 1735 au 23 mars 1746.
- Gouverneur général des Isles et Terre Ferme de l'Amérique puis Isles du Vent (Antilles françaises), de 1628 à 1783.
- Gouverneur général de l'Isle de France (île Maurice), du 14 juillet 1767 au 3 décembre 1810.

#### Premier Empire
- Gouverneur général du Brandebourg, du 3 novembre 1806 à 1808.
- Gouverneur général de Courlande, du 8 octobre 1812 au 20 décembre 1812.
- Gouverneur général d'Étrurie, de mai 1808 au 1er février 1814.
- Gouverneur général des îles Ioniennes, du 31 août 1807 au 5 novembre 1815.
- Gouverneur général de Parme et Plaisance, du 15 février 1804 au 23 juillet 1808.
- Gouverneur général de Porrentruy, du 27 janvier 1814 au 23 août 1815.
- Gouverneur général de la Prusse, du 1er juin 1812 à 1813.
- Gouverneur général de Salzbourg, du 30 octobre 1805 à février 1806 et d'avril 1809 à avril 1810.
- Gouverneur général des villes hanséatiques, du 15 décembre 1806 à 1813.

#### Second empire colonial
- Gouverneur général de l'Afrique-Équatoriale française, du 28 juin 1908 au 4 avril 1957.
- Gouverneur général de l'Afrique-Occidentale française, de 1895 à 1959.
- Gouverneur général de l'Algérie, du 27 juillet 1834 au 30 janvier 1956.
- Gouverneur général de l'Indochine française, du 16 novembre 1887 au 15 août 1945.
- Gouverneur général de Madagascar et dépendances du 28 février 1897 au 14 octobre 1958.

### Anciennes possessions de l'Italie
- Gouverneur général d'Italie centrale, du 22 mars 1860 au 9 octobre 1861.
- Gouverneur général de la Libye, du 1er janvier 1934 au 13 mai 1943.
- Gouverneur général de Tripolitaine, de 1915 au 16 novembre 1918.

### Ancienne possession duJapon
- Gouverneur général de Taïwan, du 17 juin 1895 au 25 octobre 1945.

### Anciennes possessions de l'Empire ottoman
- Gouverneur général de Palestine, de 1831 à 1840.
- Gouverneur général de Roumélie orientale, du 18 mai 1879 au 5 octobre 1908.

### Anciennes possessions desPays-Bas
- Gouverneur général de la Compagnie néerlandaise des Indes orientales, du 19 décembre 1610 au 1er janvier 1801.
- Gouverneur général de la Compagnie néerlandaise des Indes occidentales, du 8 juin 1767 au 10 juin 1769, du 15 mars 1784 au 14 février 1785, du 2 juin 1786 au 24 août 1787, de 1801 au 28 avril 1804, du 16 juin 1805 au 21 juillet 1807, et enfin du 1er mars 1816 au 10 janvier 1820.
- Gouverneur général de la Guyane hollandaise, du 1er mars 1722 à 1828 et de 1848 au 20 septembre 1948.
- Gouverneur général des Indes néerlandaises, du 1er janvier 1801 au 18 septembre 1811 et du 16 janvier 1819 au 16 octobre 1945.
- Gouverneur général des Indes occidentales hollandaises, de 1828 à 1848.
- Gouverneur général du Luxembourg, du 1er janvier 1831 au 27 mai 1831.
- Gouverneur général de Nouvelle Hollande, de 1637 à 1644.
- Gouverneur général du Suriname, du 20 septembre 1948 au 25 novembre 1975.

### Anciennes administrations duPiémont-Sardaigne
- Gouverneur général de Parme, du 8 avril 1849 au 23 août 1849.
- Gouverneur général des Provinces-Unies d'Italie centrale, du 3 décembre 1859 au 22 mars 1860.

### Anciennes possessions duPortugal
- Gouverneur général de l'Afrique occidentale portugaise, de 1837 au 11 juin 1951.
- Gouverneur général d'Angola, du 11 juin 1951 au 10 novembre 1975.
- Gouverneur général du Brésil, de 1578 au 13 juillet 1714 et du 21 août 1718 au 13 octobre 1719.

### Anciennes administrations de laPrusseet de l'Empire allemand
- Gouverneur général d'Alsace-Lorraine, du 21 août 1870 au 31 août 1871.
- Gouverneur général de France, de décembre 1870 au 25 juin 1871.
- Gouverneur général de Hanovre, du 19 juin 1866 au 17 septembre 1867.
- Gouverneur général de Pologne, du 25 août 1915 au 11 novembre 1919 et du 12 octobre 1939 au 17 janvier 1945.
- Gouverneur général de Prusse orientale, de 1811 à 1812.

### Anciennes colonies duRoyaume-Uni
- Gouverneur général de Batum, du 16 décembre 1918 au 20 juillet 1920.
- Gouverneur général de la Fédération de Rhodésie et du Nyassaland, du 1er août 1953 au 31 décembre 1963.
- Gouverneur général de la Fédération des Indes occidentales, du 3 janvier 1958 au 31 mai 1962.
- Gouverneur général de Hanovre, du 24 octobre 1816 au 22 février 1831.
- Gouverneur général des Indes, du 20 octobre 1774 au 15 août 1947.
- Gouverneur général du Nigeria, du 1er janvier 1914 au 8 août 1919 et du 1er octobre 1954 au 1er octobre 1960.

### Anciennes administrations et possessions de laRussie
- Gouverneur général de Courlande, du 23 août 1905 au 11 décembre 1905.
- Gouverneur général de Courlande et Pilten, du 26 avril 1795 au 28 janvier 1796.
- Gouverneur général d'Estonie, du 10 octobre 1710 au 21 novembre 1728, de 1762 au 14 juillet 1783 et du 19 août 1808 à mai 1816.
- Gouverneur général de Finlande, de 1742 à 1743 et du 1er décembre 1808 au 6 décembre 1917.
- Gouverneur général de Livonie, du 25 février 1740 au 30 avril 1751, du 12 mars 1762 au 14 juillet 1783 et du 9 novembre 1812 au 4 janvier 1813.
- Gouverneur général de Livonie et Courlande, du 19 août 1808 au 9 novembre 1812, du 4 janvier 1813 au 5 avril 1819 et du 11 décembre 1905 au 25 décembre 1905.
- Gouverneur général de Livonie et Estonie, du 14 juillet 1783 au 8 octobre 1800.
- Gouverneur général de Livonie, Estonie et Courlande, du 8 octobre 1800 au 19 août 1808, du 5 avril 1819 au 29 janvier 1876 et du 25 décembre 1905 au 28 avril 1909.
- Gouverneur général de Pologne, du 31 octobre 1863 à 1917.
- Gouverneur général de Prusse, du 24 janvier 1758 à septembre 1762.
- Gouverneur général de Prusse orientale, du 22 janvier 1758 au 24 janvier 1758.

### Anciennes administrations de laSixième Coalitionet de laSeptième Coalition
- Gouverneur général de Francfort, du 6 novembre 1813 au 20 juin 1815.
- Gouverneur général du Luxembourg, du 10 mars 1814 au 12 mai 1815.
- Gouverneur général de Saxe, du 5 juin 1815 au 21 juin 1815.

### Anciennes possessions de laSuède
- Gouverneur général de l'Estonie, de 1674 au 10 octobre 1710.
- Gouverneur général de la Finlande, de 1623 à 1631 et de 1747 à 1753.
- Gouverneur général de la Prusse suédoise, du 26 septembre 1629 au 12 septembre 1635.
- Gouverneur général de la Scanie, du Halland et de Blekinge, du 18 mars 1658 au 10 juin 1680.
- Gouverneur général de la Scanie, du Halland et de Bohuslän, du 4 septembre 1680 au 17 avril 1693.
- Gouverneur général de la Scanie, du 27 décembre 1705 à 1711 et du 9 février 1801 au 27 mars 1809.

### Ancienne possession deVenise
- Gouverneur général de Morée et d'Achaïe, d'avant 1699 à 1715.